# (24835) 1995 SM55

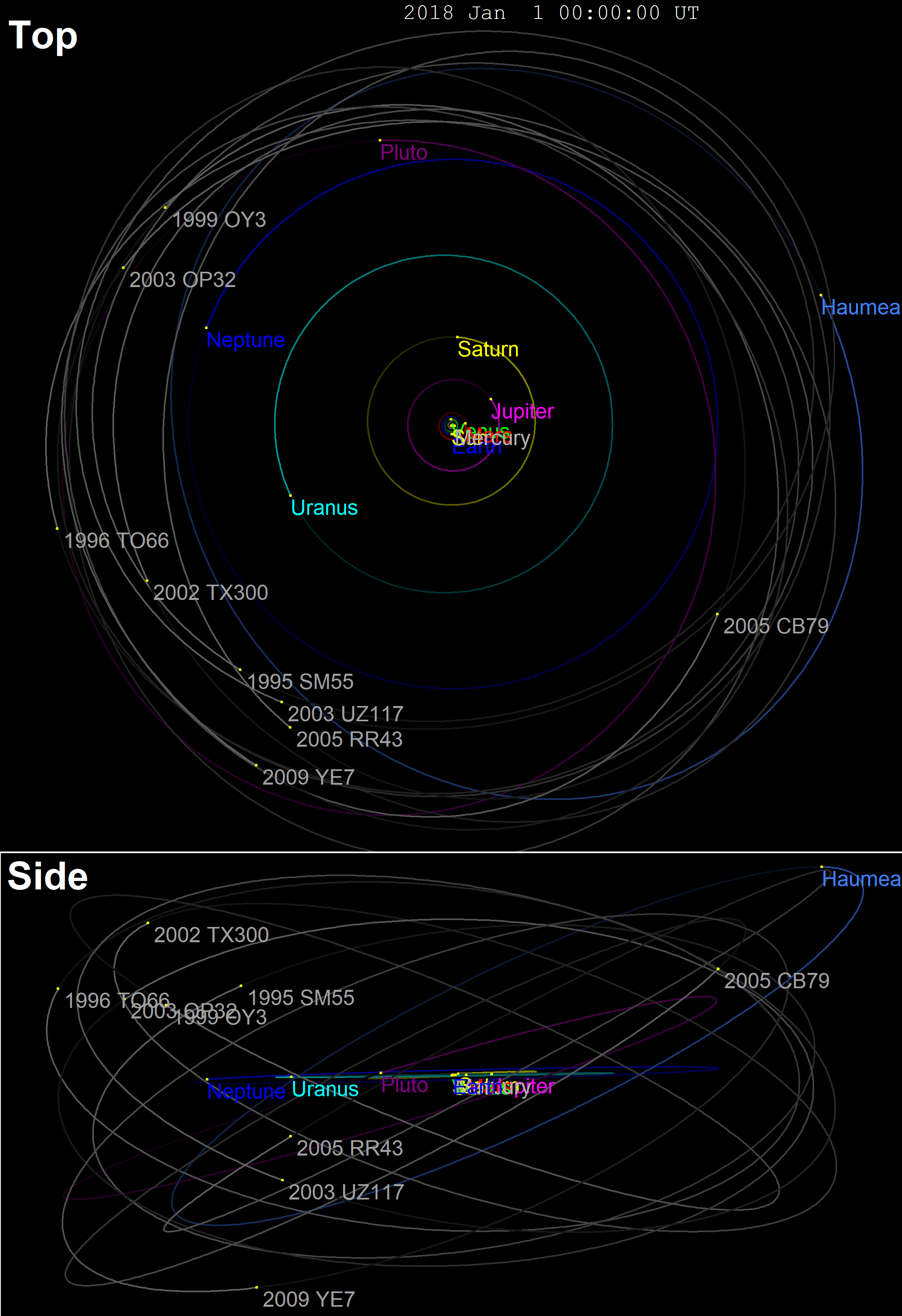

1995 SM55는 카이퍼 벨트에 위치한 천체이다. 1995년 9월 19일에 발견되었으며 직경은 약 200 킬로미터이다. 하우메아족에 속하고, 미국의 천문학자인 니콜 M. 단즐에 의해 발견되었다.